# Костанайська вулиця
Костана́йська ву́лиця — вулиця в Голосіївському районі міста Києва, місцевість Деміївка. Пролягає від Гетьманської вулиці до Козацької вулиці.
Прилучаються вулиця Івана Підкови, провулки Костанайський та Козацький.

## Історія
Вулиця виникла в 50-х роках XX століття під назвою Нова. З 1957 року мала назву Кустанайська, на честь міста Кустанай (тепер Костанай).
Сучасна уточнена назва — з 2018 року.

## Установи та заклади
- Відділення зв'язку № 118 (буд. № 1)
- Державні курси підвищення кваліфікації керівних працівників та спеціалістів промисловості (буд. № 6)
- Гуртожиток Інституту права та післядипломної освіти Міністерства юстиції України (буд. № 6)
- Гуртожиток № 4 НАН України (буд. № 11)
- Гуртожиток № 5 Національного університету фізичного виховання і спорту (буд. № 9)